# Xestobium
Xestobium is een geslacht van kevers uit de familie van de klopkevers (Anobiidae).

## Soorten
- Xestobium abietis Fisher, 1947
- Xestobium affine LeConte, 1874
- Xestobium africanum Español, 1964
- Xestobium austriacum Reitter, 1890
- Xestobium caucasicum Logvinovskiy, 1977
- Xestobium declive Dufour, 1843
- Xestobium filicorne Israelson, 1974
- Xestobium gaspensis White, 1975
- Xestobium impressum Wollaston, 1865
- Xestobium marginicolle (LeConte, 1859)
- Xestobium parvum White, 1976
- Xestobium plumbeum Illiger, 1801
- Xestobium rufovillosum De Geer, 1774 (Bonte knaagkever)
- Xestobium subincanum Reitter in Schneider & Leder, 1878